# 聖ビンセンシオ・ア・パウロの愛徳姉妹会
聖ビンセンシオ・ア・パウロの愛徳姉妹会（フランス語: Filles de la charité de Saint Vincent de Paul）は、パリに本部を持つカトリック教会の女子修道会。「貞潔、清貧、従順、貧しい人々への奉仕」の四つの私的誓願を立てかつ毎年更新しながら、会員がイエス・キリストへの奉献を深めていくことを目的としている。

## 沿革
1633年11月29日、ヴィンセンシオ（聖ビンセンシオ）・ア・パウロとルイーズ・ド・マリヤックによって設立された。1668年6月8日に当時の教皇であったクレメンス9世によって認可された。当時は修道会として認可を受けると、修道者は皆社会から閉ざされた暮らしをしなければならず、そのために街や村で人々のために働くことはできなかった。聖ビンセンシオは、シスターたちが助けを求める貧しい人の所に自由に行くことができる新しい形の会として、教皇より使徒的生活の会としての認可を受けた。

## 日本管区における活動
かつて存在した同会の日本管区は神戸市垂水区舞子に拠点を置いていた（現在のジャパン・ミッション本部）。
1933年、フランスより同会の4名の会員が日本に初めて送られた（現在の聖家族の家のはじまり）。